# أزمة الحكومة الفنلندية 2017

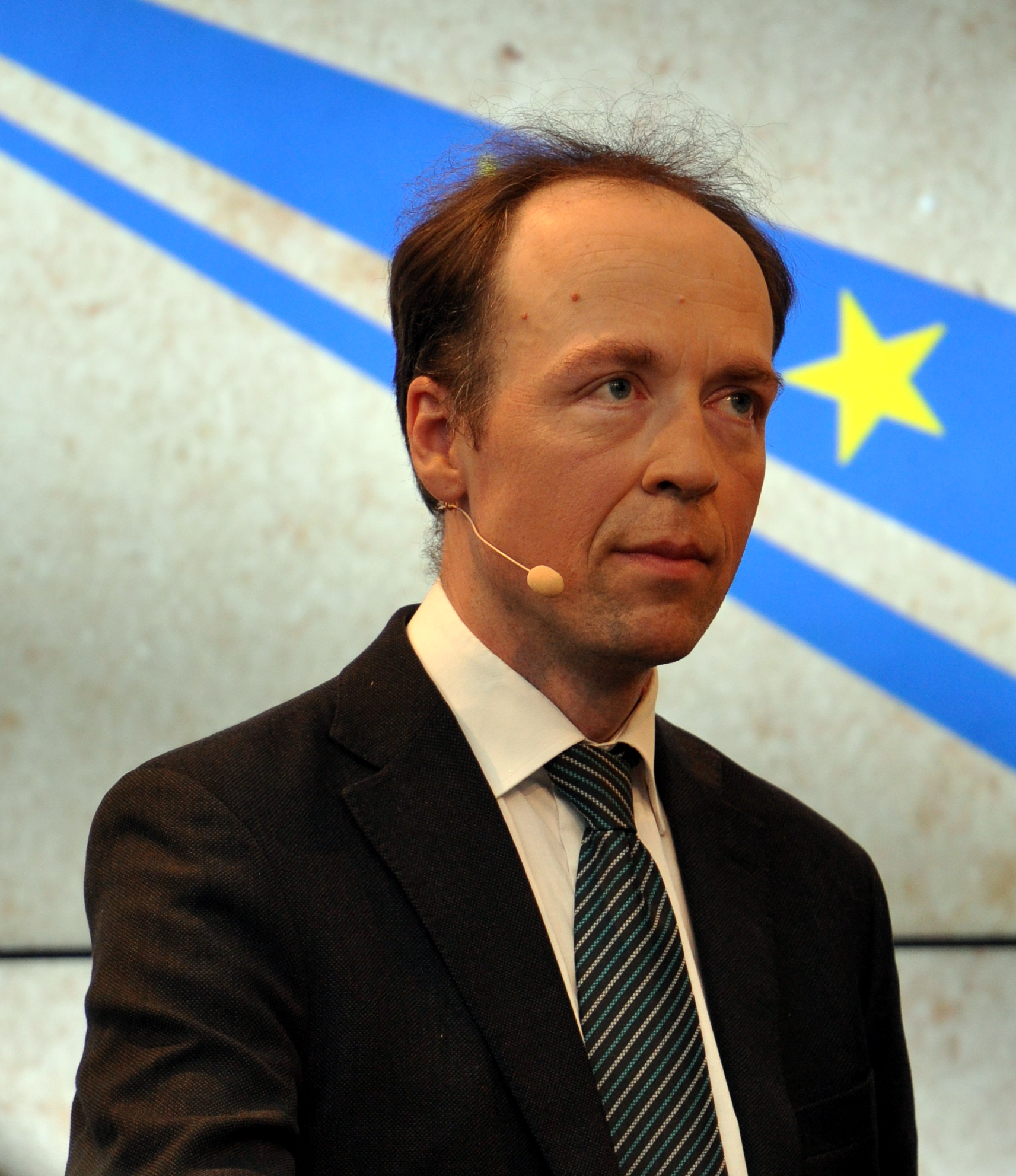
جوسي هلا آهو

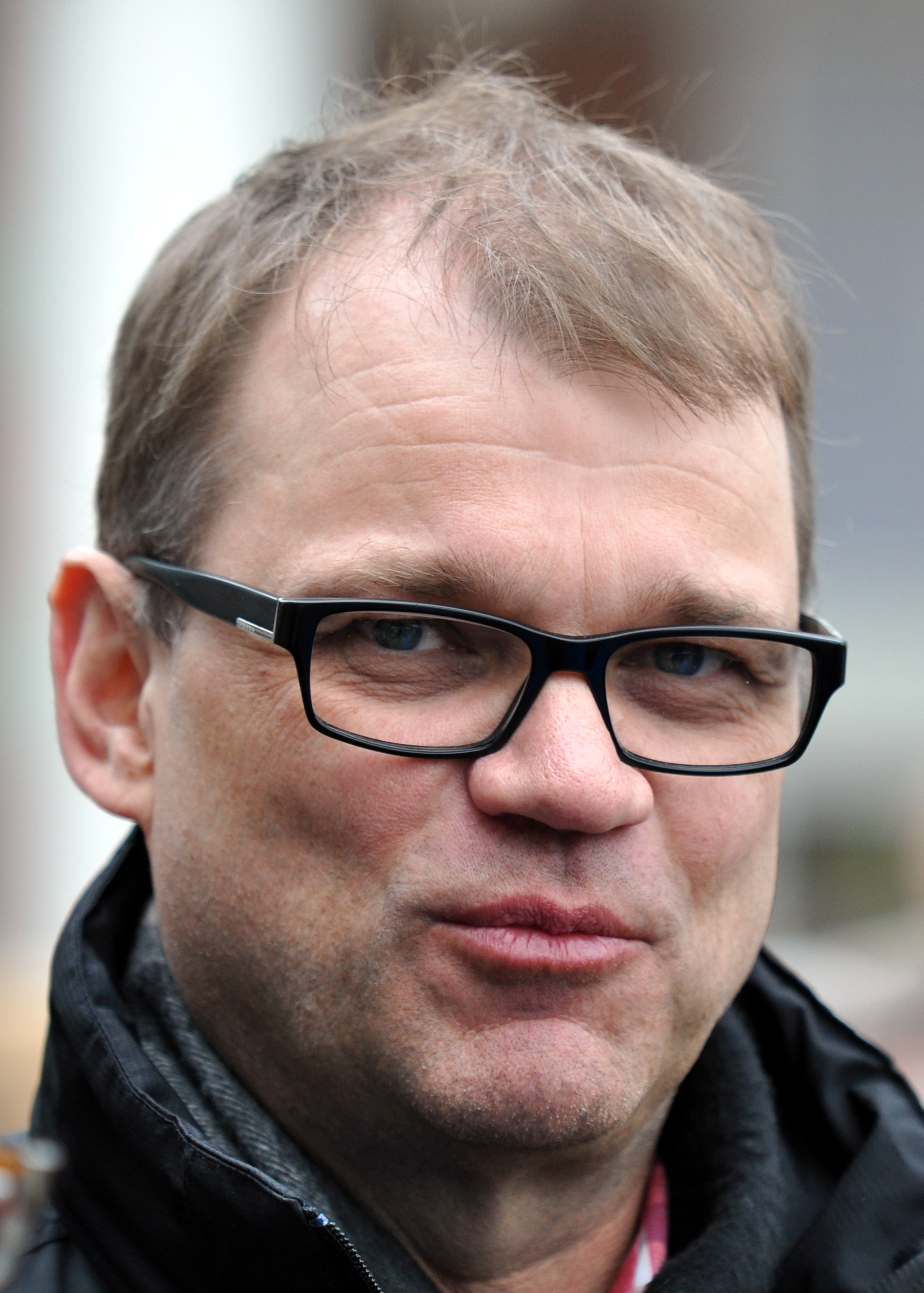
جوها سيبيلا

أزمة الحكومة الفنلندية بعد انتخابات قيادة الحزب الفنلندي التي جرت في 10 يونيو 2017، أعلن رئيس الوزراء جوها سيبيلا (حزب الوسط الفنلندي) ووزير المالية بيتيري أوربو (حزب الائتلاف الوطني الفنلندي) في 12 يونيو أنهما لن يتعاونا بعد الآن في حكومة ائتلافية مع حزب الفنلنديين بعد انتخاب جوسي هلا آهو رئيسًا لحزب الفنلندي. حلت الأزمة في 13 يونيو عندما انشق 20 نائبًا عن المجموعة البرلمانية للحزب الفنلندي، وتشكيل مجموعة برلمانية تحت مسمى البديل الجديد. احتفظت حكومة سيبيلا بالأغلبية في البرلمان الفنلندي مع استمراركتلة البديل الجديد كعضو في الائتلاف.

## الأحداث
في صباح 12 يونيو تفاوض سيبيلا ووزير المالية بيتيري أوربو زعماء حزب الوسط وحزب الائتلاف الوطني على التوالي، بشأن استمرار الحكومة الائتلافية مع هالا أهو في كيسارانتا. بعد فترة وجيزة صرح كل من سيبيلا وأوربو أنهم لن يتعاونوا مع حزب هلا آهو، وقد قبلت الكتل البرلمانية لحزب الوسط وحزب المؤتمر الوطني إنهاء التحالف مع حزب الفنلنديين.
كان من المتوقع أن يطلب سيبيلا رسميًا من الرئيس ساولي نينيستو إقالة حكومته. طالب زعماء المعارضة فيل نينيستو ولي أندرسون بإجراء انتخابات مبكرة، لكن بدأ حزب الوسط وحزب المؤتمر الوطني في تشكيل حكومة جديدة مع الحزب الشعبي السويدي والديمقراطيين المسيحيين دون انتخابات جديدة. وكان هذا الائتلاف الحكومي يضم 101 نائبًا، وهو أدنى أغلبية برلمانية ممكنة.
في 13 يونيو غادر 20 نائبًا من الحزب الفنلندي، وشكلوا مجموعة جديدة تسمى البديل الجديد، وكان من بين أعضائها سوينى وتيرهو وجميع وزراء الحكومة الآخرين الذين كانوا يمثلون حزب الفنلنديين. كانت كتلة البديل الجديد على استعداد للاستمرار كعضو في الائتلاف الحكومي، الذي وافق عليه سيبيلا وأوربو وجماعاتهما البرلمانية، وكان الائتلاف الحكومي الجديد يضم 106 نواب. الأزمة لم تسبب تغييرات في تشكيل مجلس وزراء حكومة سيبيلا.

## وصلات خارجية
- Luukka, Teemu (14 Jun 2017). "HS selvitti: Kovaa peliä, salaisia kokouksia ja valenimellä vuokrattu kabinetti – näin kapinallisten perussuomalaisten loikkaus junailtiin". Helsingin Sanomat (بالفنلندية). Archived from the original on 2019-04-11.
- Räisänen, Kari (14 Jun 2017). "Kuka olisi arvannut, mitä tapahtuu perussuomalaisille? Toimittaja Lauri Nurmi tiesi ja nyt hän kertoo miksi". Helsingin Sanomat (بالفنلندية). Archived from the original on 2018-12-06.